# داریا کینزر
داریا کینزر (به انگلیسی: Daria Kinzer) (زاده ۲۹ می ۱۹۸۸) خواننده کروات-اتریشی است.
او در مسابقه آواز یوروویژن ۲۰۱۱ نماینده کرواسی بود.